# Hanna Öbergová
Hanna Linnea Öbergová (* 2. listopadu 1995 Kiruna) je švédská biatlonistka, olympijská vítězka vytrvalostního závodu z pchjongčchangské olympiády a ze ženské štafety z pekingských olympijských her, stejně jako trojnásobná mistryně světa. Dále je dvojnásobná zlatá medailistka z juniorského šampionátu v Cheile Grădiştei.
Ve světovém poháru zvítězila ve své dosavadní kariéře v osmi individuálních závodech, včetně vytrvalostního závodu z östersundského Mistrovství světa v biatlonu 2019. V kolektivních závodech triumfovala celkem osmmkrát jako členka švédské ženské nebo smíšené štafety.
Jejím přítelem je švédský biatlonista Martin Ponsiluoma. Předtím tvořila pár s jiným švédským biatlonistou Jesperem Nelinem.
Její sestra Elvira Öbergová je také biatlonistka.

## Výsledky

### Olympijské hry a mistrovství světa
Öbergová se účastnila mistrovství světa v biatlonu 2017, 2019, 2020, 2021 a 2023 a olympijských her 2018 a 2022.
| Sezóna  | D   | Místo                | SP  | SZ  | HZ  | IZ  | ŠT | SŠT | SZD | Věk    |
| ------- | --- | -------------------- | --- | --- | --- | --- | -- | --- | --- | ------ |
| 2016/17 | MS  | Hochfilzen           | 40. | 49. | –   | 55. | 6. | 6.  | ×   | 21 let |
| 2017/18 | ZOH | Pchjongčchang        | 7.  | 5.  | 5.  | 1.  | 2. | 11. | ×   | 22 let |
| 2018/19 | MS  | Östersund            | 4.  | 5.  | 4.  | 1.  | c  | 5.  | 3.  | 23 let |
| 2019/20 | MS  | Anterselva           | 18. | 4.  | 3.  | 4.  | 5. | 11. | –   | 24 let |
| 2020/21 | MS  | Pokljuka             | 10. | 13. | 7.  | 2.  | 5. | 3.  | 3.  | 25 let |
| 2021/22 | ZOH | Peking               | 19. | 18. | 25. | 16. | 1. | 4.  | ×   | 26 let |
| 2022/23 | MS  | Oberhof              | 2.  | 12. | 1.  | 1.  | 3. | 9.  | 4.  | 27 let |
| 2023/24 | MS  | Nové Město na Moravě | 8.  | 5.  | 9.  | 16. | 2. | 3.  | 4.  | 28 let |
| 2024/25 | MS  | Lenzerheide          | 19. | 11. | 30. | 43. | 3. | 5.  | –   | 29 let |

Poznámka: Výsledky z olympijských her se do hodnocení světového poháru nezapočítávají; výsledky z mistrovství světa se dříve započítávaly, od mistrovství světa v roce 2023 se nezapočítávají.

### Světový pohár

#### Sezóna 2020/2021
| ČSP              | Místo                    | SP            | SZ  | HZ  | IZ  | ŠT | SŠT | SZD |
| ---------------- | ------------------------ | ------------- | --- | --- | --- | -- | --- | --- |
| 1.               | Kontiolahti              | 1.            | –   | –   | 7.  | –  | –   | –   |
| 2.               | Kontiolahti (2)          | 1.            | 3.  | –   | –   | 1. | –   | –   |
| 3.               | Hochfilen                | 29.           | 4.  | –   | –   | 3. | –   | –   |
| 4.               | Hochfilzen (2)           | 6.            | 2.  | 14. | –   | –  | –   | –   |
| 5.               | Oberhof                  | 2.            | 8.  | –   | –   | –  | –   | 2.  |
| 6.               | Oberhof (2)              | 7.            | –   | 3.  | –   | 3. | –   | –   |
| 7.               | Anterselva               | –             | –   | 2.  | 29. | 7. | –   | –   |
| 9.               | Nové Město na Moravě     | 36.           | 13. | –   | –   | 1. | –   | –   |
| 10.              | Nové Město na Moravě (2) | 24.           | 27. | –   | –   | –  | –   | –   |
| 11.              | Östersund                | 52.           | 54. | 24. | –   | –  | –   | –   |
| Celkové umístění | Celkové umístění         | 3.            | 4.  | 7.  | 3.  | 1. | 3.  | 3.  |
| Celkové umístění | Celkové umístění         | 824 bodů (4.) |     |     |     | 1. | 3.  | 3.  |

#### Sezóna 2021/2022
| ČSP              | Místo            | SP            | SZ           | HZ           | IZ           | ŠT           | SŠT          | SZD          |
| ---------------- | ---------------- | ------------- | ------------ | ------------ | ------------ | ------------ | ------------ | ------------ |
| 1.               | Östersund        | 1.            | –            | –            | 74.          | –            | –            | –            |
| 2.               | Östersund (2)    | 11.           | 6.           | –            | –            | 3.           | –            | –            |
| 3.               | Hochfilzen       | 5.            | 5.           | –            | –            | 1.           | –            | –            |
| 4.               | Annecy           | 10.           | 3.           | 10.          | –            | –            | –            | –            |
| 5.               | Oberhof          | 9.            | 2.           | –            | –            | –            | 4.           | –            |
| 6.               | Ruhpolding       | 11.           | 3.           | –            | –            | –            | –            | –            |
| 7.               | Anterselva       | nestartovala  | nestartovala | nestartovala | nestartovala | nestartovala | nestartovala | nestartovala |
| 8.               | Kontiolahti      | 4.            | 18.          | –            | –            | –            |              | 2.           |
| 9.               | Otepää           | 6.            | –            | 9.           | –            | –            | 2.           | –            |
| 10.              | Holmenkollen     | 39.           | 30.          | 11.          | –            | –            | –            | –            |
| Celkové umístění | Celkové umístění | 3.            | 3.           | 14.          | –            | 1.           | 2.           | 2.           |
| Celkové umístění | Celkové umístění | 661 bodů (4.) |              |              |              | 1.           | 2.           | 2.           |

#### Sezóna 2022/2023
| ČSP              | Místo                | SP            | SZ           | HZ           | IZ           | ŠT           | SŠT          | SZD          |
| ---------------- | -------------------- | ------------- | ------------ | ------------ | ------------ | ------------ | ------------ | ------------ |
| 1.               | Kontiolahti          | 18.           | 10.          | –            | 1.           | 1.           | –            | –            |
| 2.               | Hochfilzen           | 6.            | 7.           | –            | –            | 2.           | –            | –            |
| 3.               | Annecy               | 22.           | 25.          | 16.          | –            | –            | –            | –            |
| 4.               | Pokljuka             | nestartovala  | nestartovala | nestartovala | nestartovala | nestartovala | nestartovala | nestartovala |
| 5.               | Ruhpolding           | –             | –            | 6.           | 5.           | 7.           | –            | –            |
| 7.               | Anterselva           | 11.           | 4.           | –            | –            | 2.           | –            | –            |
| 8.               | Nové Město na Moravě | 30.           | 10.          | –            | –            | –            | 2.           | –            |
| 9.               | Östersund            | –             | –            | 6.           | 23.          | 5.           | –            | –            |
| 10.              | Oslo-Holmenkollen    | 2.            | ZRU          | 1.           | –            | –            | –            | –            |
| Celkové umístění | Celkové umístění     | 12.           | 12.          | 3.           | 3.           | 3.           | 4.           | 4.           |
| Celkové umístění | Celkové umístění     | 710 bodů (7.) |              |              |              | 3.           | 4.           | 4.           |

#### Sezóna 2023/2024
| ČSP              | Místo             | SP             | SZ           | HZ           | IZ           | ŠT           | SŠT          | SZD          |
| ---------------- | ----------------- | -------------- | ------------ | ------------ | ------------ | ------------ | ------------ | ------------ |
| 1.               | Östersund         | 14.            | 6.           | ×            | 16.          | 2.           | –            | 1.           |
| 2.               | Hochfilzen        | 20.            | 6.           | ×            | ×            | 2.           | ×            | ×            |
| 3.               | Lenzerheide       | 29.            | 22.          | 3.           | ×            | ×            | ×            | ×            |
| 4.               | Oberhof           | 52.            | 20.          | ×            | ×            | 3.           | ×            | ×            |
| 5.               | Ruhpolding        | 27.            | 8.           | ×            | ×            | –            | ×            | ×            |
| 6.               | Anterselva        | ×              | ×            | 12.          | 19.          | ×            | –            | –            |
| 8.               | Oslo-Holmenkollen | nestartovala   | nestartovala | nestartovala | nestartovala | nestartovala | nestartovala | nestartovala |
| 9.               | Soldier Hollow    | 21.            | 18.          | ×            | ×            | 3.           | ×            | ×            |
| 10.              | Canmore           | 5.             | 7.           | 6.           | ×            | ×            | ×            | ×            |
| Celkové umístění | Celkové umístění  | 15.            | 10.          | 9.           | 21.          | 3.           | 3.           | 3.           |
| Celkové umístění | Celkové umístění  | 528 bodů (12.) |              |              |              | 3.           | 3.           | 3.           |

#### Sezóna 2024/2025
| ČSP              | Místo                | SP             | SZ           | HZ           | IZ           | ŠT           | SŠT          | SZD          |
| ---------------- | -------------------- | -------------- | ------------ | ------------ | ------------ | ------------ | ------------ | ------------ |
| 1.               | Kontiolahti          | 13.            | ×            | 24.          | 25.          | 1.           | –            | –            |
| 2.               | Hochfilzen           | 66.            | –            | ×            | ×            |              | ×            | ×            |
| 3.               | Annecy               | nestartovala   | nestartovala | nestartovala | nestartovala | nestartovala | nestartovala | nestartovala |
| 4.               | Oberhof              | 55.            | 39.          | ×            | ×            | ×            | 1.           | –            |
| 5.               | Ruhpolding           | ×              | ×            | 6.           | 10.          | 5.           | ×            | ×            |
| 6.               | Anterselva           | 11.            | 19.          | ×            | ×            | 1.           | ×            | ×            |
| 7.               | Nové Město na Moravě | 14.            | 2.           | ×            | ×            | 6.           | ×            | ×            |
| 8.               | Pokljuka             | ×              | ×            | 9.           | 2.           | ×            | 1.           | –            |
| 9.               | Oslo-Holmenkollen    | 8.             | 18.          | 12.          | ×            | ×            | ×            | ×            |
| Celkové umístění | Celkové umístění     | 20.            | 15.          | 10.          | 4.           | 2.           | 1.           | 1.           |
| Celkové umístění | Celkové umístění     | 488 bodů (12.) |              |              |              | 2.           | 1.           | 1.           |

### Juniorská mistrovství
Zúčastnila se dvou Mistrovství světa juniorů v biatlonu. Nejlepším individuálním výsledkem je pro ni zisk dvou zlatých medailí ze sprintu a stíhacího závodu v rumunském Cheile Grădiştei z roku 2016. Na stejném šampionátu získala stříbrnou medaili s ženskou štafetou.
| Sezóna  | D   | Místo            | SP  | SZ  | IZ  | ŠT | Věk    |
| ------- | --- | ---------------- | --- | --- | --- | -- | ------ |
| 2014/15 | MSJ | Minsk            | 16. | 19. | 13. | 4. | 19 let |
| 2015/16 | MSJ | Cheile Grădiştei | 1.  | 1.  | 10. | 2. | 20 let |

## Vítězství v závodech světového poháru, na mistrovství světa a olympijských hrách

### Individuální
| Č.                                                         | Sezóna    | Datum              | Místo                            | Disciplína                |
| ---------------------------------------------------------- | --------- | ------------------ | -------------------------------- | ------------------------- |
| OH                                                         | 2017/2018 | 15. února 2018     | Pchjongčchang, Jižní Korea (ZOH) | vytrvalostní závod        |
| 1.                                                         | 2018/2019 | 12. března 2019    | Östersund, Švédsko (MS)          | vytrvalostní závod        |
| 2.                                                         | 2018/2019 | 24. března 2019    | Oslo, Norsko                     | závod s hromadným startem |
| 3.                                                         | 2019/2020 | 26. ledna 2020     | Pokljuka, Slovinsko              | závod s hromadným startem |
| 4.                                                         | 2020/2021 | 29. listopadu 2020 | Kontiolahti, Finsko              | sprint                    |
| 5.                                                         | 2020/2021 | 3. prosince 2020   | Kontiolahti, Finsko              | sprint                    |
| 6.                                                         | 2021/2022 | 28. listopadu 2021 | Östersund, Švédsko               | sprint                    |
| 7.                                                         | 2022/2023 | 30. listopadu 2022 | Kontiolahti, Finsko              | vytrvalostní závod        |
| MS                                                         | 2022/2023 | 15. února 2023     | Oberhof, Německo (MS)            | vytrvalostní závod        |
| MS                                                         | 2022/2023 | 19. února 2023     | Oberhof, Německo (MS)            | závod s hromadným startem |
| 8.                                                         | 2022/2023 | 19. března 2023    | Oslo, Norsko                     | závod s hromadným startem |
| – závod na mistrovství světa – závod na olympijských hrách |           |                    |                                  |                           |

### Kolektivní
| Č.                            | Sezóna    | Datum              | Místo                | Disciplína           |
| ----------------------------- | --------- | ------------------ | -------------------- | -------------------- |
| 1.                            | 2019/2020 | 30. listopadu 2019 | Östersund, Švédsko   | smíšený závod dvojic |
| 2.                            | 2020/2021 | 5. prosince 2020   | Kontiolahti, Finsko  | štafeta              |
| 3.                            | 2020/2021 | 4. března 2021     | Nově Město, Česko    | štafeta              |
| 4.                            | 2021/2022 | 11. prosince 2021  | Hochfilzen, Rakousko | štafeta              |
| OH                            | 2021/2022 | 16. ledna 2022     | Peking, Čína (ZOH)   | štafeta              |
| 5.                            | 2022/2023 | 1. prosince 2022   | Kontiolahti, Finsko  | štafeta              |
| 6.                            | 2023/2024 | 25. listopadu 2023 | Östersund, Švédsko   | smíšený závod dvojic |
| 7.                            | 2024/2025 | 1. prosince 2024   | Kontiolahti, Finsko  | štafeta              |
| 8.                            | 2024/2025 | 12. ledna 2025     | Oberhof, Německo     | smíšená štafeta      |
| 9.                            | 2024/2025 | 26. ledna 2025     | Anterselva, Itálie   | štafeta              |
| 10.                           | 2024/2025 | 16. března 2025    | Pokljuka, Slovinsko  | smíšená štafeta      |
| – závod na olympijských hrách |           |                    |                      |                      |